# 田島亨祐
田島 亨祐（たじま りょうすけ、1964年 - ）は、日本のミュージカル俳優である。
劇団四季所属。

## 来歴
埼玉県出身。埼玉県立熊谷高等学校、東京理科大学理学部卒業。高校の数学教諭をつとめながら声楽を学ぶ。
2003年創立50周年オーディション合格。『オンディーヌ』マトー役で劇団四季初舞台を踏む。
その後、『美女と野獣』ガストン、『キャッツ』アスパラガス＝グロールタイガー/バストファージョーンズ役などで活躍している。

## 出演作品
- オンディーヌ（マトー）
- 美女と野獣（ガストン）
- キャッツ（アスパラガス＝グロールタイガー/バストファージョーンズ）
- ジーザス・クライスト=スーパースター（ピラト）
- ドリーミング（祖父／カシの大王／時の老人）
- リトルマーメイド (トリトン)
- ジョン万次郎の夢(ホイットフィールド船長／島津斉彬)
- バケモノの子（猪王山）[1]